# Contamine-sur-Arve
Contamine-sur-Arve település Franciaországban, Haute-Savoie megyében. Lakosainak száma 2374 fő (2022. január 1.). Contamine-sur-Arve Arenthon, Bonneville, Faucigny, Fillinges, Marcellaz, Nangy, Peillonnex és Scientrier községekkel határos.

## Népesség
A település népességének változása:
| Lakosok száma | 1738 | 1940 | 2193 | 2083 | 2091 | 2204 | 2256 | 2315 | 2374 |
|               | 2013 | 2015 | 2016 | 2017 | 2018 | 2019 | 2020 | 2021 | 2022 |